# Tomás de Zumárraga
Tomás de Zumárraga y Lazcano (Vitòria, 9 de març de 1577 - Nagasaki, 12 de setembre de 1622) fou un missioner dominic basc. Fou un dels 205 màrtirs de l'anomenada «Gran Persecució al Japó», que tingué lloc de 1617 a 1632, i fou beatificat el juliol de 1867 pel papa Pius IX.
Professà a l'Orde de Predicadors a Vitòria el 1594. Després entrà al convent de Sant Esteve de Salamanca amb el nom de Fra Tomás de l'Esperit Sant. El 1602 embarcà cap a Manila per cristianitzar les Filipines. Poc després d'arribar-hi, el 1603, Francisco Morales, superior dels dominics a Manila, l'envià al Japó per fundar-hi una missió.
S'amagà a les muntanyes de la zona de Nagasaki i Omura. Fou capturat el 23 de juliol del 1617 i després de cinc anys a presó, fou cremat viu el 12 de setembre del 1622.
El pintor Francisco de Zurbarán representà el martiri de Tomás de Zumárraga en una de les seves obres, que no s'havia vist mai en públic fins al 2010.
Un carrer de Vitòria, la seva ciutat natal, porta el nom de «Beato Tomás de Zumárraga». Rebé aquest nom per primera vegada el 1927, però el 193 recuperà el nom anterior de «camino de Ali». El 1936 se li donà de nou el nom del beat.